# Triumph Speed Triple
La Triumph Speed Triple est un roadster construit par la firme britannique Triumph.

## 900 Speed Triple T301

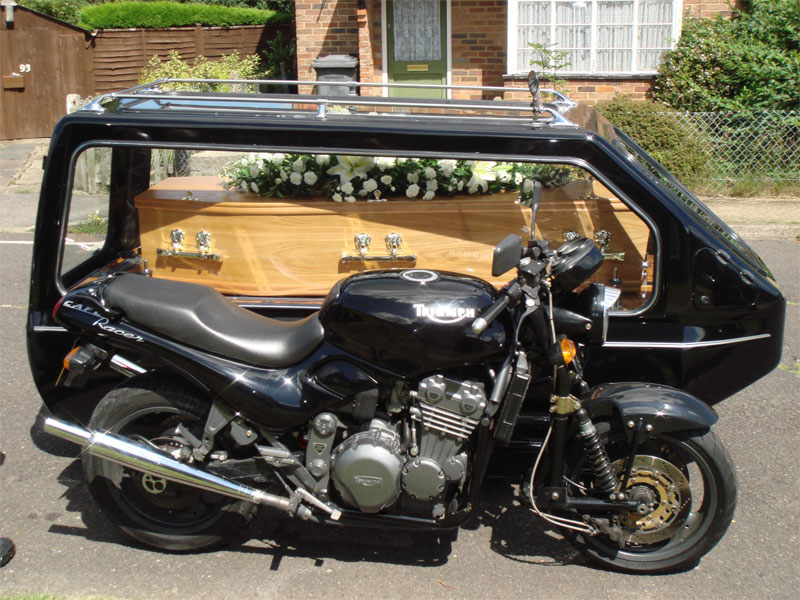
Corbillard et side-car Speed Triple T301.

La première Speed Triple voit le jour pour le salon de Cologne de 1993. Construite dans la toute nouvelle usine d'Hinckley dans le Leicestershire, elle se présente comme une concurrente directe à la 900 Mostro. Elle se positionne en tant que sportive, puisqu'elle est dérivée de la 900 Daytona, dont elle reprend la partie cycle, le moteur et l'habillage.
Le moteur tricylindre en ligne de 885 cm3 délivre 94 ch, couplé à une boîte de vitesses à cinq rapports (six en 1996). Le freinage est assuré par deux disques de 310 mm de diamètre à l'avant et un disque de 255 mm de diamètre à l'arrière.
D'un point de vue esthétique, un unique phare rond remplace le carénage intégral de la Daytona.
La position de conduite est celle d'une sportive, en appui sur les poignets par les bracelets. Le passager est logé à la même enseigne, la selle est confortable, il y a une poignée pour se retenir.
Sa production prend fin en 1996.
Coloris disponibles :
- 1993 et 1994 : Diablo Black et Racing Yellow ;
- 1995 et 1996 : Diablo Black et Fireball Orange.

## 900 Speed Triple T509
La T509 naît en 1997. Comme le reste de la gamme, elle hérite d'un nouveau bloc moteur, à la fois plus compact et plus performant. Il délivre maintenant 106 ch, un couple de 8,4 kg m à 7 600 tr/min et est alimenté par injection électronique. La boîte de vitesses reste à six rapports.
Elle adopte le look qui a fait sa renommée, avec la double optique, le cadre périmétrique en tube d'aluminium apparent et le monobras issu de la Daytona T595. L'empattement est raccourci de 53 mm et la hauteur de selle gagne 10 mm. La fourche est remplacée par un modèle de plus gros diamètre, le freinage arrière est confié à un disque de 220 mm. Le poids diminue de 13 kg.
Une Speed Triple Jet Black sert de monture à Trinity, jouée par Carrie-Anne Moss dans le premier volet de la trilogie Matrix (1999).
Ce modèle de Speed Triple est devenu célèbre, puisqu'il partage l'affiche avec Tom Cruise (dans le rôle de l'agent Ethan Hunt) dans Mission impossible 2 (2000).
Coloris disponibles :
- 1997 : Jet Black et Lucifer Orange ;
- 1998 : Jet Black, Tornado Red et Lightning Yellow.

## 955i Speed Triple

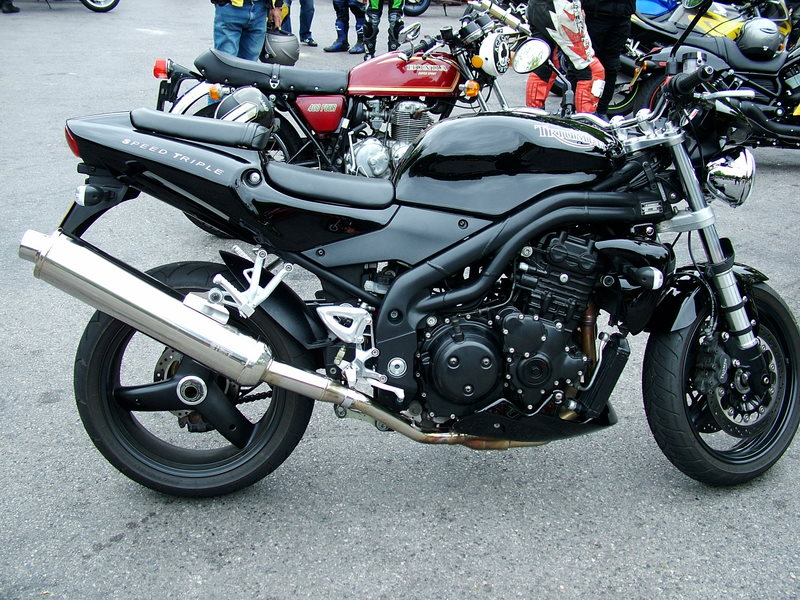
955i Speed Triple Jet Black.

Fin 1998, la Speed Triple bénéficie du nouveau moteur de 955 cm3 de la Daytona T595. Cette cylindrée est obtenue par une augmentation de 3 mm de l'alésage. La puissance passe à 98 ch à 9 500 tr/min et le couple grimpe à 9,3 kg m à 5 400 tr/min. L'empattement est raccourci de 8 mm, la hauteur de selle gagne 15 mm. Le poids descend à 189 kg. Esthétiquement, à part sur quelques détails comme les rétroviseurs ou les silencieux, la moto n'évolue pratiquement pas par rapport au modèle précédent. Le réservoir gagne 3 L.
En 2001, la Speed Triple évolue encore. Si elle conserve le moteur de 955 cm3, ses systèmes de refroidissement et d'alimentation sont revus. La puissance de ce modèle est de 120 ch en version libre, tandis qu'en France elle reste de 98 ch. Côté esthétique la coque arrière massive est remplacée par un modèle plus élégant. Mais la place offerte au passager est toujours aussi spartiate.
Elle est retirée du catalogue en 2004.
La comédienne/chanteuse Natalie Imbruglia conduit également une Speed Triple Nuclear Red dans le film Johnny English (2003).
Coloris disponibles :
- 1999 et 2000 : Jet Black et Roulette Green ;
- 2001 et 2002 : Jet Black, Nuclear Red et Neon Blue ;
- 2003 : Jet Black, Roulette Green, Aluminium Silver ;
- 2004 : Jet Black, Tornado Red et Roulette Green.

## 1050 Speed Triple

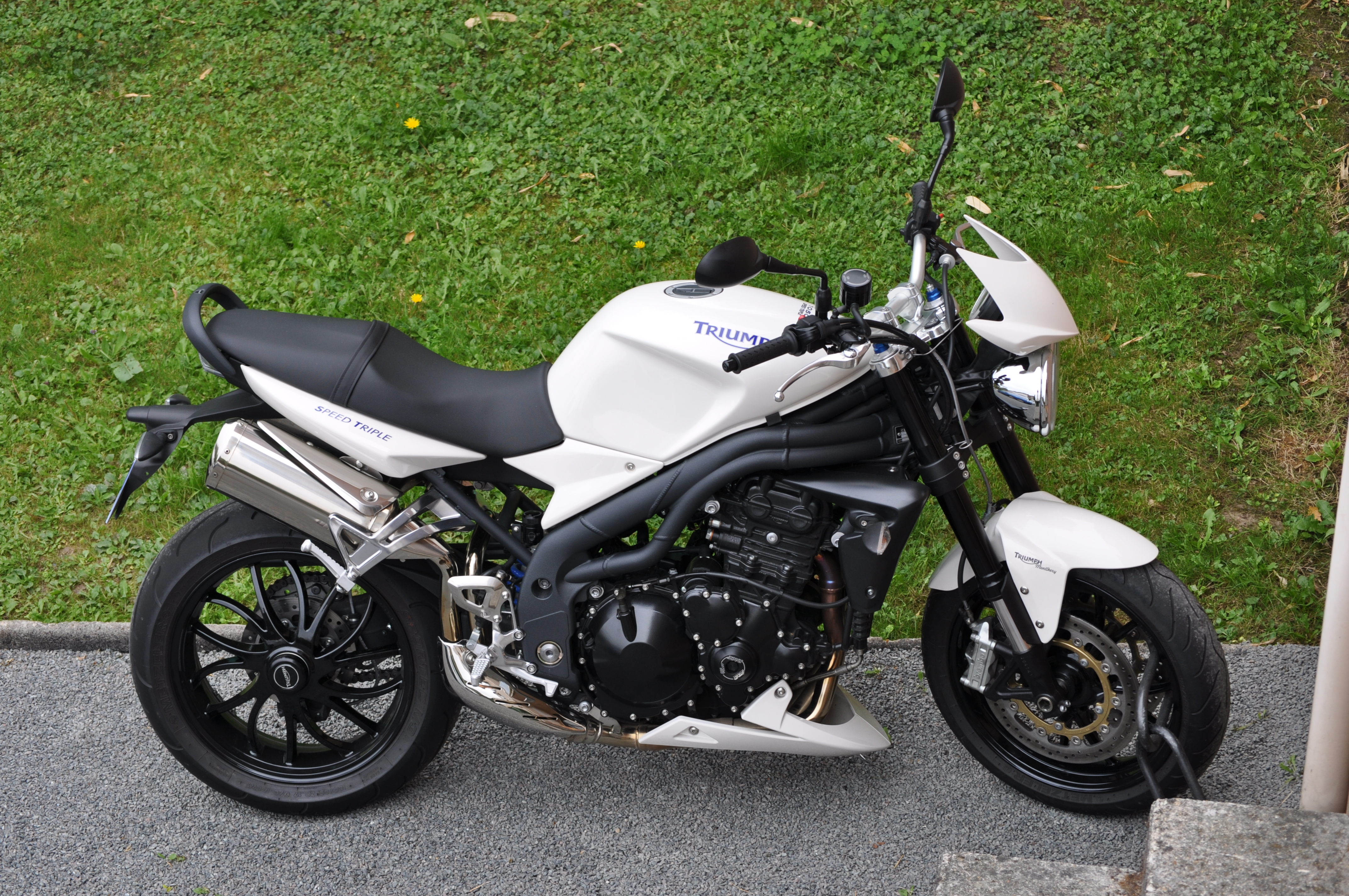
Triumph Speed Triple 2009.

Les ingénieurs Triumph travaillent sur un nouveau moteur pour remplacer le 955, et en 2004, présentent la nouvelle Speed Triple, mue par un moteur de 1 050 cm3. Cette cylindrée est obtenue par une augmentation de 6,4 mm de la course des pistons. Il en résulte une puissance de 130 ch à 9 100 tr/min pour un couple de 10,5 kg m à 5 100 tr/min.
Le cadre en aluminium a été rigidifié. La fourche est maintenant inversée, les freins de 320 mm de diamètre sont pincés par des étriers radiaux à quatre pistons Nissin. L'empattement est raccourci de 9 mm.
L'esthétique est retravaillée. Si elle conserve le double optique, la coque arrière est réduite à sa plus simple expression. La selle passager est très courte et semble tronquée. Les pots d'échappement remontent le long de la selle, dégageant la nouvelle jante à cinq branches et le nouveau monobras oscillant.
Elle est vendue 10 990 €.
Pour 2007, le réservoir en nylon est remplacé par un modèle en acier.
En 2008, la Speed Triple adopte de nouvelles jantes au dessin différent à quatorze bâtons. L'esthétique de la partie arrière est remodelée, avec un allongement de la boucle arrière de 20 mm et un nouveau bras oscillant. La fourche de 43 mm est anodisé noir et le nouveau guidon Magura est en aluminium. Le feu est désormais à DEL et les clignotants prennent la forme de triangles. Les étriers de freins avant sont estampillés Brembo. L'ensemble des suspensions est confié à Showa.
Pour fêter les quinze ans de la Speed Triple, Triumph présente fin 2008 la Speed Triple 15e anniversaire. Les éléments de carrosserie sont noirs dit Phantom Black. Les jantes noires ont un liseré rouge. Elle dispose d'une selle en gel, d'un saute-vent et d'un sabot moteur. La mention « 15th Anniversary Special Edition » figure sur le réservoir et le saute-vent. Chaque acheteur se voit également remettre une montre créée spécifiquement pour l'occasion. Elle est vendue 12 290 €.

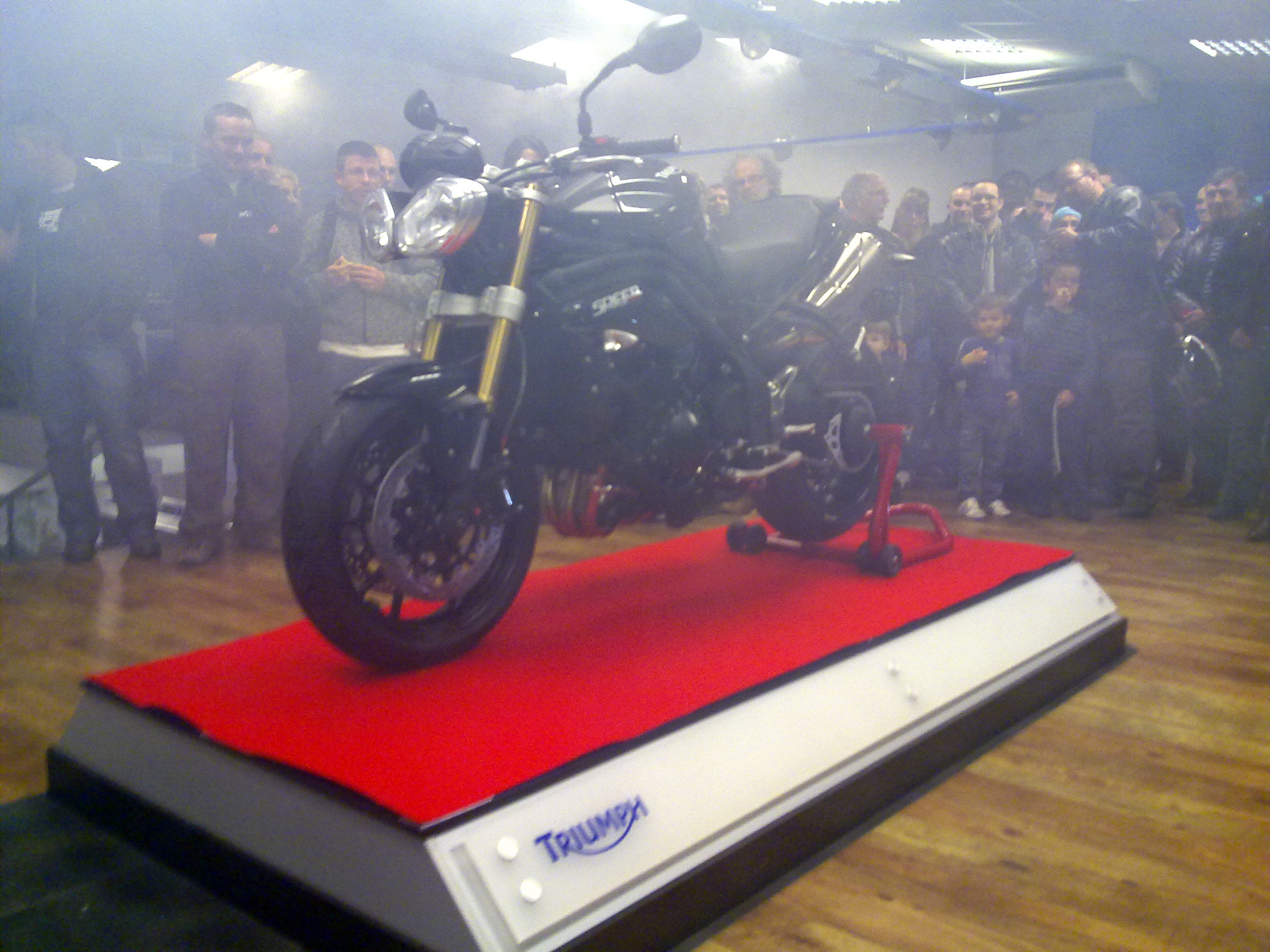
Présentation du modèle 2011.

Fin 2009, Triumph annonce la sortie de la Speed Triple SE. Outre la peinture bi-ton rouge et blanche (Tornado Red et Crystal White), elle offre des suspensions améliorées, préfigurant des éléments à venir sur les futures Speed Triple.
Le modèle phare de Triumph connait un important remaniement pour son modèle 2011. En effet le nouveau design abandonne la double optique circulaire pour une forme plus allongée et beaucoup d'éléments sont redessinés (cadre, échappement, carrosserie).
L'esprit, un roadster trapu et à l'arrière tronqué immédiatement reconnaissable, est toutefois conservé.
Le moteur est quant à lui optimisé, il gagne 5 ch et 1 kg m, et ses régimes sont revus à la hausse.
Coloris disponibles :
- 2005 : Jet Black, Scorched Yellow et Neon Blue ;
- 2006 : Jet Black, Scorched Yellow, Neon Blue et Fusion White ;
- 2007 : Jet Black, Roulette Green, Fusion White et Matt Black (limitée à 150 exemplaires) ;
- 2008[6] et 2009[7] : Jet Black, Fusion White, Blazing Orange, Matt Black, Phantom Black et Matt Kaki Green ;
- 2010[8] : Jet Black, Fusion White, Blazing Orange et Matt Black ;
- 2011[9] : Phantom Black, Crystal White, Diablo Red ;
- 2015[10] : Jet Black, Racing Yellow.

### Galerie

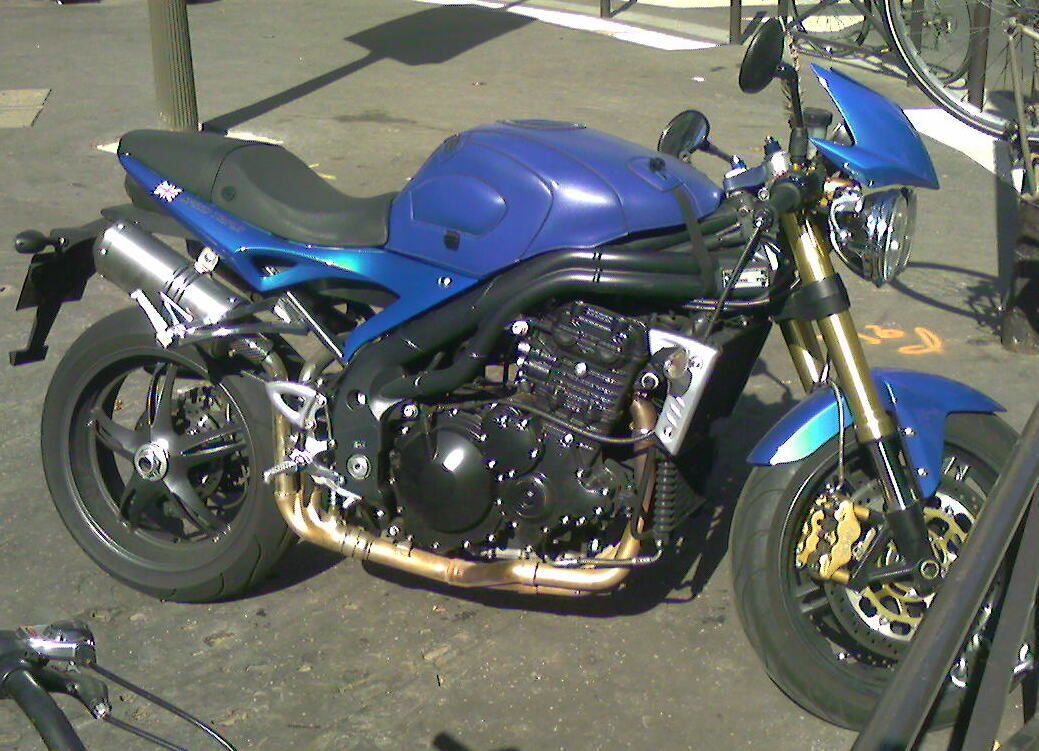
Neon Blue.
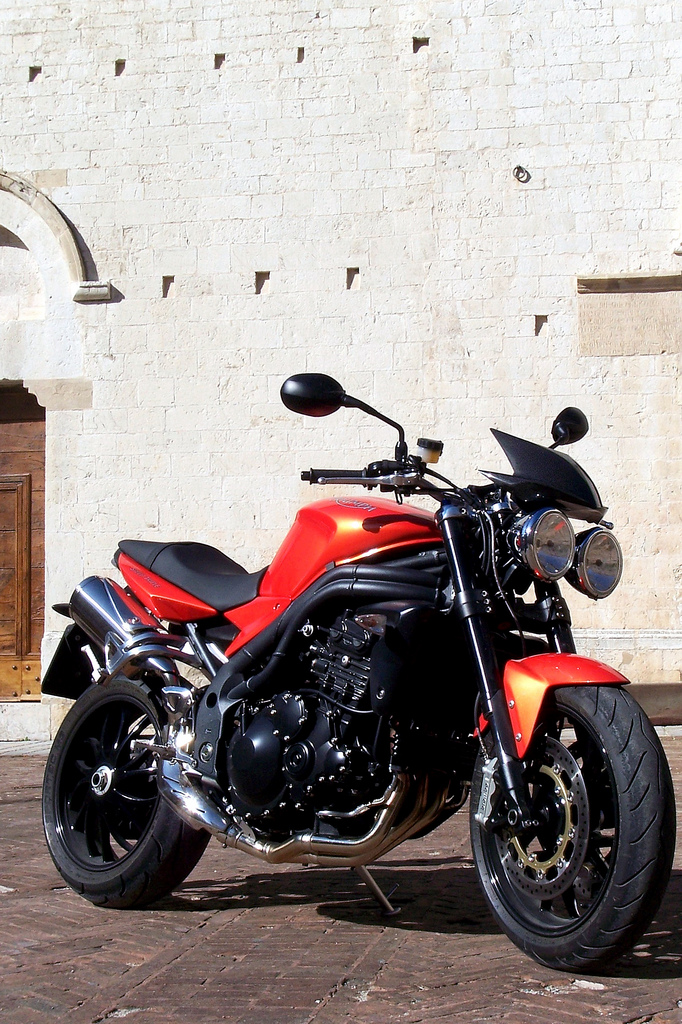
Blazing Orange, avec ses évolutions de 2008.
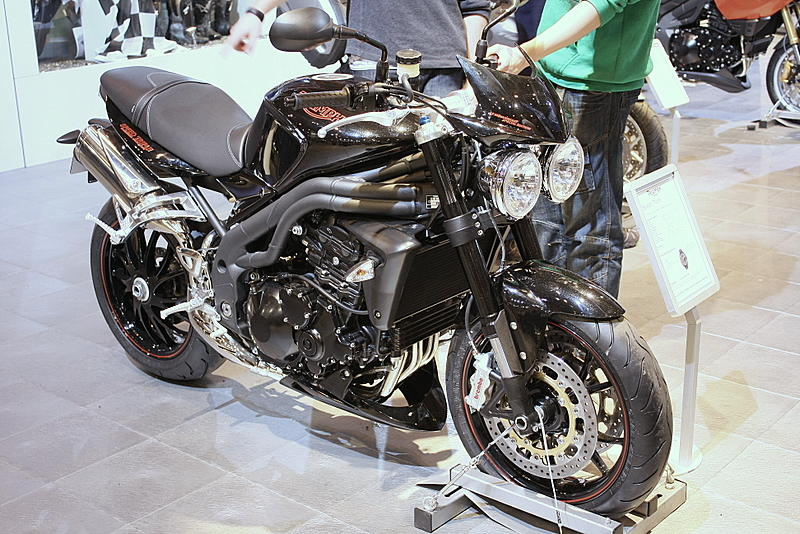
Phantom Black, Special Edition 15th Anniversary.
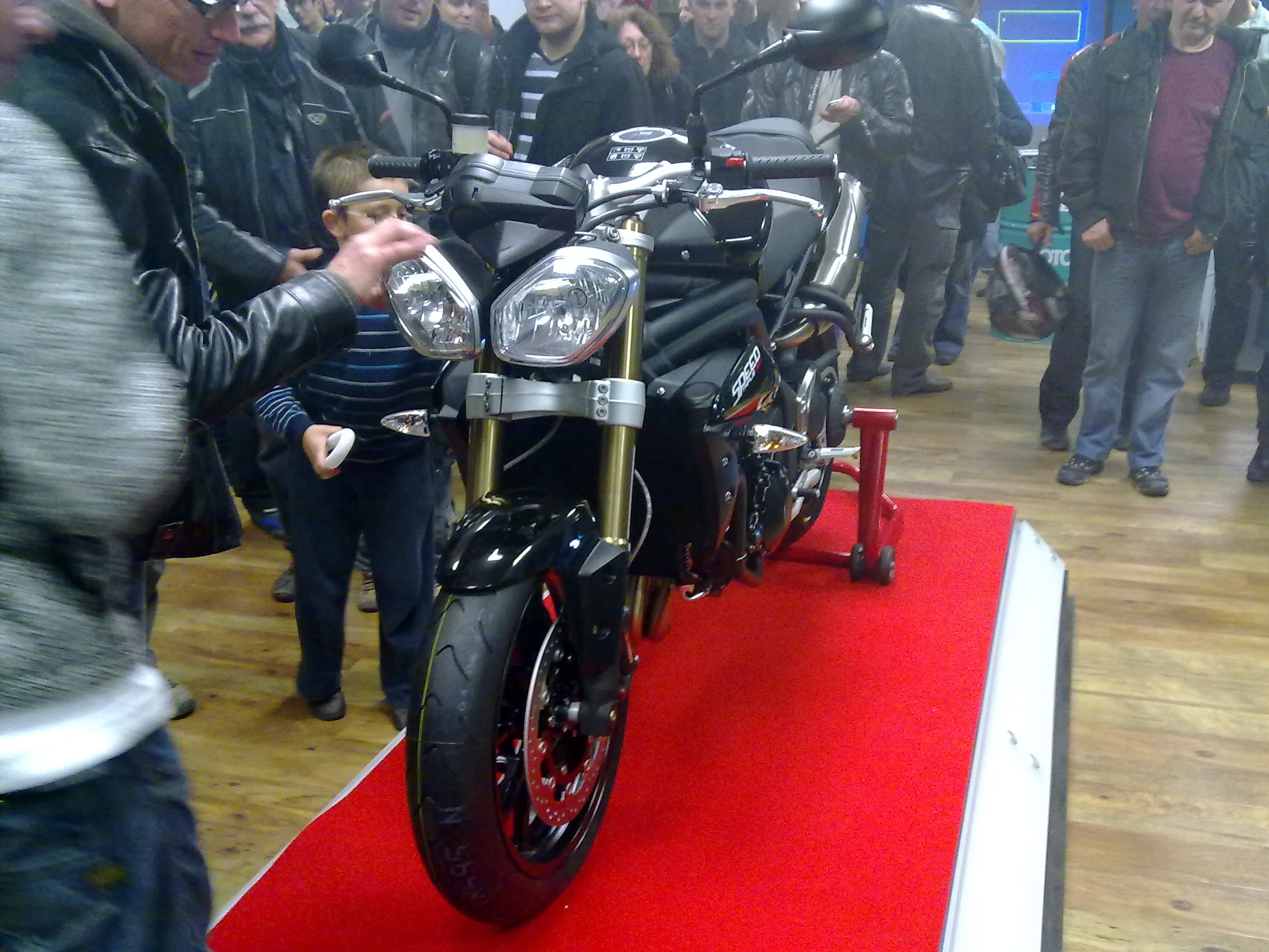
Phantom Black, modèle 2011.
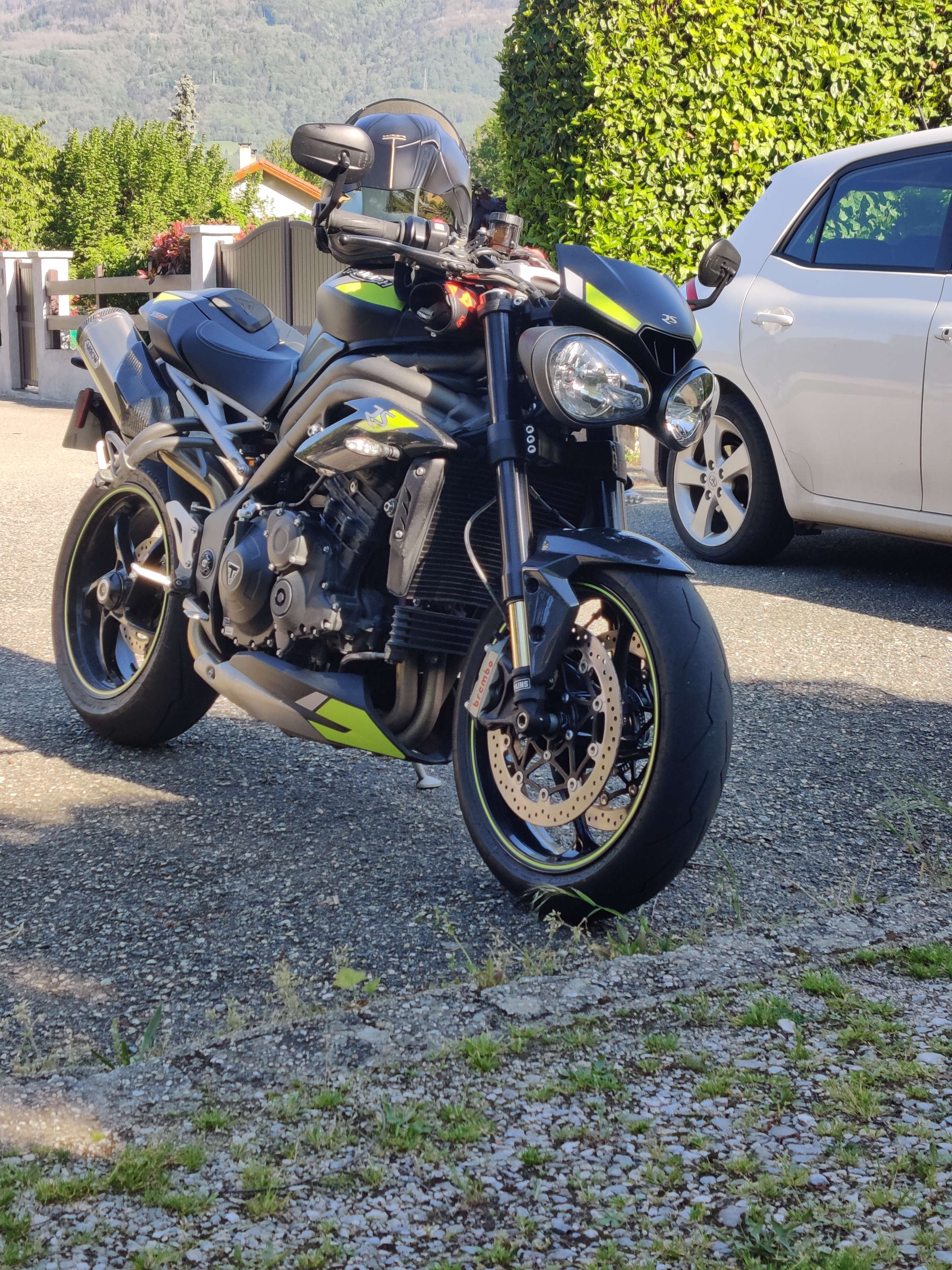
modèle 2020